# 1991
| 1991                                                                     |
| ------------------------------------------------------------------------ |
| Dødsfald - Fødsler                                                       |
| • Begivenheder • Film • Litteratur • Musik • Politik • Sport • Videnskab |

| Gregoriansk kalender | 1991 MCMXCI             |
| Ab urbe condita      | 2744                    |
| Armensk kalender     | 1440 ԹՎ ՌՆԽ             |
| Kinesiske kalender   | 4687 – 4688 庚午 – 辛未 |
| Etiopisk kalender    | 1983 – 1984             |
| Jødisk kalender      | 5751 – 5752             |
| Hindukalendere       |                         |
| - Vikram Samvat      | 2046 – 2047             |
| - Shaka Samvat       | 1913 – 1914             |
| - Kali Yuga          | 5092 – 5093             |
| Iransk kalender      | 1369 – 1370             |
| Islamisk kalender    | 1412 – 1413             |

Regerende dronning i Danmark: Margrethe 2. 1972-2024
Se også 1991 (tal) og 1991 (album)

## Begivenheder
- Kulstof-nanorør opdages af Sumio Iijima.

### Januar
- 2. januar – Sovjetisk militær besatte det største bladhus i Letlands hovedstad Riga.
- 2. januar – 327 af de største Brugser i Danmark gik sammen og blev til SuperBrugsen, meddelte FDB.
- 2. januar – TV 2/Øst går i luften
- 9. januar - Sovjetiske styrker stormer Vilnius for at stoppe Litauens uafhængighed
- 11. januar - Sovjets præsident Mikhail Gorbatjov advarer Litauen om, at republikken skal handle i efter sovjetisk lov, eller blive styret direkte fra Sovjet
- 12. januar - Et krisemøde i Beograd bryder sammen. Premierminister Ante Markovic truer med at trække sig og flere jugoslaviske republikker truer med at løsrive sig
- 13. januar – Sovjetiske elitetropper dræber 15 mennesker og sårer 164 i Litauens hovedstad Vilnius.
- 16. januar – Operation Desert Storm begynder.
- 17. januar – FN-allierede styrker (USA, Storbritannien, Frankrig og Saudi-Arabien) gennemfører luftangreb mod Irak, der (i Golfkrigen 1991) havde holdt Kuwait besat siden august 1990
- 17. januar - Harald 5. udråbes til ny norsk konge efter sin afdøde far Olav 5.
- 18. januar - om natten bliver der i Irak affyret 12 scud-missiler mod Israel - de første efter de allierede bombeangreb mod Irak natten før
- 20. januar - sovjetiske specialstyrker går til angreb i Riga og dræber 4 og sårer 9
- 25. januar - i Golfen opstår verdenshistoriens største miljøkatastrofe, da Saddam Hussein beordrer olie hældt direkte i havet
- 31. januar - som direkte konsekvens af Danmarks officielle støtte af de baltiske republikkers uafhængighed, truer Sovjet med at oprette konsulater i Grønland og Færøerne

### Februar
- 1. februar - i Irak har op imod 60.000 soldater og 1.000 kampvogne samlet sig ved byen Al Wafra - parate til at invadere Saudi-Arabien
- 2. februar - de Klerk meddeler, at Sydafrika i løbet af de kommende måneder, vil have afskaffet alle tilbageværende racediskriminerende love
- 4. februar - tidligere justitsminister Erik Ninn Hansen meddeler, at han ikke genopstiller ved næste valg
- 6. februar - indenrigsminister Thor Pedersen mener at det skal koste 3.000,- kr. at søge om dansk statsborgerskab
- 8. februar - IRA tager ansvaret for at have affyret 3 mortérgranater mod Downing Street 10 i London. En granat eksploderer og tre personer bliver lettere såret
- 9. februar - vælgerne i Litauen stemmer med omkring 90% flertal for landets uafhængighed fra Sovjetunionen
- 11. februar – UNPO, the Unrepresented Nations & People Organization dannes i Haag i Holland
- 13. februar - i det nordlige Sri Lanka mister 45 tamilske oprører livet i forsøget på at ryddet et område
- 16. februar - i det sydlige Thailand vælter en lastbil med dynamit og mere end 100 mennesker mister livet
- 20. februar - den amerikanske præsident George Bush på officielt besøg i Danmark
- 24. februar - i 1. Golfkrig begynder allierede nationer landkrigen mod Irak
- 26. februar - Tim Berners-Lee præsenterer den første web browser, der kaldes WorldWideWeb
- 26. februar - Saddam Hussein meddeler, at alle irakiske tropper vil blive trukket tilbage fra Kuwait
- 27. februar - General Norman Schwarzkopf, de allieredes øverstkommanderende under Golfkrigen 1991, erklærer Kuwait for befriet
- 28. februar - en undersøgelse fra EF-kommissionen viser at danskerne er de mest modvillige i EF mod indvandrere

### Marts
- 2. marts - Kaj Ikast, trafikminister, er tæt på at et forlig mellem regeringen og Socialdemokratiet omkring Øresundsbroen
- 3. marts - politifolk banker Rodney King i Los Angeles, hvilket optages på en amatørfilm. Hændelsen sætter gang i raceuroligheder i byen
- 5. marts - der udsendes konfliktvarsel for de 77.000 ansatte i den finansielle sektor i Danmark
- 8. marts - Boel Jørgensen, chef Det kgl. Teater meddeler at der er behov for ekstrabevilling på 30 millioner kroner, såfremt teateret fremover skal opfylde sin rolle som landets nationalscene
- 13. marts - 12 tyske forretningsmænd sigtes for at have solgt våben illegalt til Saddam Hussein, hvilket har gjort ham i stand til at producere kemiske våben
- 14. marts - tæt tåge i Femern bælt er skyld i at DSB færgen Dronning Margrethe II kolliderer med et finsk containerskib. Én person mister livet
- 15. marts - Sigbjørn Johnsen klager over, at underbukser er er tre gange så dyre i Oslo, som i London
- 16. marts - i Jugoslavien trækker statspræsident Jovic sig og frygten for militær magtovertagelse stiger
- 17. marts - efter fire år på posten, træder Ole Sohn tilbage som formand for DKP
- 22. marts - SAS fremlægger det værste regnskab til dato, med et underskub på 700 millioner kroner
- 23. marts - Trafikministrene Kaj Ikast og Georg Andersson underskriver i København den dansk-svenske aftale om en fast forbindelse over Øresund - Øresundsbroen, der bliver indviet i 2000.
- 25. marts - en lotto vinder fra Storstrøms Amt løber med danmarkshistoriens til dato største lottogevinst på 5.028.847 kr.
- 28. marts - i USA meddeles det, at over 5 millioner børn sulter, hvilket svarer til ét ud af hvert ottende børn under 12 år
- 31. marts - Warszawapagten opløses
- 31. marts - knap 99% af vælgerne i Georgien stemmer for uafhængighed af Sovjetunionen
- 31. marts - af en undersøgelse fremgår det, at danske mænd i alderen 45 og 59 har arbejdsuger på over 50 timer

### April
- 1. april - Warszawapagten opløses som en følge af kommunismens sammenbrud i Østeuropa.
- 3. april - FN fastsætter i resolution 687 betingelserne for en våbenhvile i Golfkrigen
- 5. april - i Tyrkiet bøjer regeringen sig for det internationale pres og åbner grænsen for 250.000 irakiske kurdere, der søger sikkerhed
- 9. april - døde fisk og søpindsvin skyller op på stranden på Fanø, ved siden af millioner af døde knivmuslinger
- 9. april – Georgien erklærer sin uafhængighed fra Sovjetunionen
- 10. april -  USA forbyder Irak at flyve nord for den 36. breddegrad
- 13. april - i Genovabugten rammes den cypriotiske tanker Haven af en eksplosion, der truer med at knække tankeren midt over
- 14. april - Furesøen opmåles til 37,7 meter på det dybeste sted
- 21. april - den danske miljøminister Per Stig Møller oplyser, at den danske regering agter at udskrive en arkitektkonkurrence for Københavns havnefront. Konkurrencen skal være udgangspunktet for bebyggelse af de ledige arealer de næste 20-30 år
- 23. april - de franske vinmarker rammes af en katastrofe, da de spirende vinstokke rammes af frost
- 29. april - Bangladesh rammes af en Cyklon. 139.000 omkommer og 10 millioner bliver hjemløse

### Maj
- 1. maj - i Angola slutter borgerkrigen
- 2. maj - den hidtil største nævningesag i Danmark slutter med, at de 7 tiltalte i Blekingegade-sagen idømmes fra ét til ti års fængsel
- 2. maj - det danske Socialdemokrati blokerer for dansk nødhjælp til kurderne, grundet manglende grønt lys fra FN
- 5. maj - Vestsjællands Amt beslutter at lukke gigthospitalet i Skælskør, for at opnå en besparelse
- 7. maj - den jugoslaviske forsvarsminister erklærer, at landet befinder sig i en tilstand af borgerkrig
- 10. maj - Vejle Amt sender breve ud til 3-400 afdøde unge mennesker, for at advare dem mod spritkørsel
- 13. maj - i Johannesburg overfalder en stor gruppe zuluer en slumlejr og dræber 27 og sårer 30
- 15. maj - Frankrig får sin første kvindelige ministerpræsident, Edith Cresson
- 17. maj - Finland klager til Den Internationale Domstol over den kommende danske Storebæltsforbindelse, der vil hindre passage af finske borerigge
- 18. maj - Helen Sharman bliver den første kosmonaut i rummet, da hun sendes ud i rummet med Sojus TM-12
- 20. maj - USSR tillader sine borgere af forlade landet
- 20. maj - kroaterne siger ja til uafhængighed og Stipe Mesic udnævner sig selv til præsident for landet
- 20. maj - på sin jomfrutur Kalundborg-Århus, taber DSB-færgen Ask sin broklap ned på kajen i Kalundborg
- 22. maj - Ester Larsen, sundhedsminister meddeler, at hjertetransplantationer fremover skal foregå på Skejby Sygehus
- 25. maj - via en luftbro henter Israel 18.000 etiopiske jøder ud af den belejrede by Addis Abeba
- 26. maj - de sidste cubanske tropper forlader Angola
- 27. maj - en Boeing757 styrter kort efter starten i Thailand og alle 223 ombordværende omkommer
- 28. maj - oprørsstyrker indtager den Etiopiske hovedstad Addis Abeba og afslutter 30 års borgerkrig
- 29. maj - i Danmark modtager to iranske flygtninge til til dato hårdeste narkodom, med 12 og 13 års fængsel for heroinsmugling
- 29. maj - Anker Jørgensen modtager fredsprisen fra Dansk Forfatterforening, for sin indsats for frigivelsen af danske gidsler i Irak
- 31. maj - nær Barcelona dræbes ni mennesker ved et angreb på en civil-garde-kaserne

### Juni
- 1. juni - en ny dyreværnslov træder i kraft i Danmark - dyrlægerne skal nu anmelde vandrøgt til politiet
- 1. juni - Girobank ser dagens lys i Danmark
- 5. juni - det danske folketing beslutter at pensionister, der har haft deres sommerhus i 8 år, må bo i det hele året
- 6. juni - i Danmark, Bella-centeret, afholdes der NATO-udenrigsministermøde
- 9. juni - KL og Told- og Skattestyrelsen indgår samarbejde om at nedbringe danskernes gæld til det offentlige på 30 milliarder
- 9. juni - 207 omkommer, da vulkanen Pinatubo i Filippinerne går i et voldsomt udbrud efter at have hvilet i over 600 år
- 12. juni - Kaspar Rostrup meddeler, at han forlader Gladsaxe Teater. Han føler ikke, at det er korrekte økonomiske råderum er til stede
- 12. juni - Boris Jeltsin vælges med 57,38 % af stemmerne til præsident for den nye Russiske Føderation
- 14. juni - Sri Lanka, Batticaloa distriktet bliver 150 dræbt i kampe mellem tamilske oprører og regeringsstyrker
- 15. juni - Vulkanen Pinatubo går i udbrud. Udbruddet bliver det største i det 20. århundrede
- 20. juni - Parlamentet i det forenede Tyskland vedtager at flytte landets hovedstad fra Bonn til Berlin, der fremover skal huse Forbundsdagen og den tyske regering
- 21. juni - i Tyskland besluttes det inden for 10 år at flytte regeringsbyen fra Bonn og til Berlin
- 23. juni - Moldova erklærer sig uafhængige
- 25. juni – Slovenien erklærer sin uafhængighed af Jugoslavien.
- 25. juni - Kroatien erklærer sin uafhængighed af Jugoslavien
- 27. juni - to dage efter at have erklæret sin selvstændighed angribes Slovenien af jugoslaviske tropper, hvilket bliver starten på Tidageskrigen, der ender med slovensk sejr
- 27. juni – første danske FN-vagter (UNGCI) ankommer til Irak
- 28. juni - USA truer Irak med militær aktion, efter at irakerne har lagt hindringer i vejen for inspektion af landets atomanlæg
- 29. juni - Margaret Thatcher meddeler at hun forlader Underhuset ved næste valg

### Juli
- 1. juli - EF melder ud, at man vil udarbejde et sæt regler for god opførsel, i kampen mod sex-chikane
- 1. juli – Warszawapagten opløses
- 6. juli - Nelson Mandela blive valgt som præsident for ANC
- 9. juli - i Scandinavian Star sagen, rejser rigsadvokaten tiltale mod reder, direktør og kaptajn
- 10. juli - Boris Jeltsin tages i ed som den første demokratisk valgte præsident for Rusland
- 11. juli - et flystyrt ved Jeddah, Saudi-Arabien koster 261 mennesker livet
- 19. juli - den amerikanske præsident George Bush aflægger Grækenland det første statsbesøg siden 1959
- 21. juli - ud for den australske vestkyst brækker det græske tankskib Kirki midt over og lækker op imod 20.000 råolie
- 31. juli - på et topmøde i Moskva underskriver præsidenterne George H.W. Bush og Michail Gorbatjov START I-aftalen om reduktion af strategiske våben

### August
- 7. august - World Wide Web bliver offentlig tilgængeligt på Internettet
- 14. august - med 117 stemmer for og 42 imod vedtager Folketinget etableringen af en Øresundsbro
- 18. august - Sovjetunionen kollapser. Præsident Michail Gorbatjov sættes i husarrest
- 19. august - den sovjetiske præsident Mikhail Gorbatjov forsøges afsat, men kupforsøget slår fejl, og han vender tilbage efter 3 dages eksil i sit sommerhus på Krim. Boris Jeltsin opfordrer folket til at trodse juntaen.
- 20. august – Estland erklærer sin uafhængighed fra Sovjetunionen
- 21. august – Letland erklærer sin uafhængighed fra Sovjetunionen
- 21. august - massedemonstrationer i Moskva får kuppet mod Gorbatjov til at bryde sammen, men Boris Jeltsin gør sig klar til at overtage magten
- 25. august - Hviderusland erklærer sig uafhængig af Sovjetunionen
- 27. august - Moldova erklærer sig uafhængig af Sovjetunionen
- 31. august - Kirgisistan erklærer sig uafhængige fra Sovjetunionen

### September
- 6. september - Sovjetunionen anerkender Estland, Letland og Litauens uafhængighed
- 6. september - Ruslands næststørste by får sit gamle navn Sankt Petersborg tilbage efter at have heddet Leningrad siden 1924
- 9. september - Tadjikistan erklærer uafhængighed fra Sovjetunionen
- 15. september - Sverige afholder Riksdagsvalg til Rigsdagen. Socialdemokraterne i Sverige lider deres største valgnederlag siden 1928 og De Grønne mister samtlige deres mandater
- 17. september – Første version af det gratis operativsystem Linux (0.01) frigives til internettet
- 17. september - Letland, Estland, Litauen, Nord- og Sydkorea, Marshalløerne og Mikronesien bliver medlemmer af FN
- 19. september - FN giver Irak lov til at sælge olie for at kunne betale for fødevarer og medicin. Irak afslår
- 19. september - i en gletsjer i Alperne på grænsen mellem Østrig og Italien findes det dybfrosne lig af en 5.000 år gammel stenalderjæger, også kendt under navnet Ismanden (Ötzi)
- 21. september - Armenien afholder folkeafstemning om deres tilknytning til Sovjetunionen. 90% stemmer for løsrivelse
- 28. september - Fremskridtspartiets stifter Mogens Glistrup ekskluderes på partiets årsmøde
- 30. september - militærkup i Haiti afsætter landets populære og første demokratisk valgte præsident Jean-Bertrand Aristide.

### Oktober
- 5. oktober – Linus Torvalds frigiver Linux
- 11. oktober - FN's sikkerhedsråd underlægger Iraks militærindustri permanent kontrol
- 12. oktober -  Verdens første vindmøllepark til havs åbnes i Langelandsbæltet ved Vindeby
- 18. oktober -  Aserbajdsjan erklærer sin uafhængighed af USSR
- 20. oktober - Jacob Haugaard spenderer øl og pølser i Ridehuset i Århus på sine vælgere for statstilskuddet til Sammenslutningen af Bevidst Arbejdssky Elementer
- 29. oktober - Ritt Bjerregaard fyres som gruppeformand i Socialdemokratiets folketingsgruppe som følge af, at hun nægter at flytte sin faste adresse fra Fyn til København, således som Københavns Kommune forlangte, efter hun anskaffede sig en 210 kvadratmeter stor lejlighed

### November
- 2. november - Zambias præsident gennem 27 år, Kenneth Kaunda trækker sig tilbage efter et valgnederlag til Frederick Chiluba
- 21. november - FN vælger ægypteren Boutros Boutros-Ghali til generalsekretær
- 22. november - EU indgår en associeringsaftale med Polen, Tjekkoslovakiet og Ungarn
- 30. november - flere svenske byer er centrum for voldsomme kampe mellem højreekstremister og blandt andet danske bz'ere

### December
- 1. december - Ukraine beslutter efter en folkeafstemning at forlade Sovjetunionen
- 1. december – Tv-julekalenderen The Julekalender med De Nattergale har premiere.
- 6. december – 7. december – Union of the Baltic Cities – opståen, stævne i Lübeck (Tyskland)
- 9. december - EF-topmøde om den fremtidige union indledes i Maastricht i Holland
- 11. december - på EF-topmødet i Maastricht opnås enighed om en politisk union. England afviser at medtage "den sociale dimension"
- 15. december - omkring 1.000 mennesker omkommer ved en færgeulykke med en egyptisk færge i Det Røde Hav
- 17. december - EF-landene beslutter at anerkende Slovenien og Kroatien som selvstændige stater fra 15. januar 1992
- 19. december - oprørske serbere udråber Den Serbiske Republik Krajina, som dækker næsten en tredjedel af Kroatien
- 20. december - Folketinget vedtager at hæve momsen fra 22 til 25% fra nytår
- 23. december - Tyskland anerkender de to jugoslaviske løsrivelsesrepublikker Kroatien og Slovenien, og snart følger andre lande efter, heriblandt Danmark
- 25. december – Mikhail Gorbatjov træder tilbage som præsident for Sovjetunionen.
- 26. december – Dumaen mødes og opløser Sovjetunionen
- 31. december - borgerkrigen i El Salvador afsluttes
- 31. december - påbud om Advarselstekster på tobaksprodukter indførtes i Danmark

## Født

### Januar
- 1. januar – Victor Pálsson, islandsk fodboldspiller
- 12. januar – Pixie Lott, engelsk sanger.
- 15. januar - Marc Bartra, spansk fodboldspiller
- 28. januar - Calum Worthy, canadisk skuespiller.

### Februar
- 2. februar – Adam Gilbert Jespersen, dansk skuespiller.
- 10. februar – Emma Roberts, amerikansk skuespillerinde.
- 17. februar – Bonnie Wright, engelsk skuespiller.
- 17. februar – Ed Sheeran, engelsk sanger.
- 22. februar – Robin Stjernberg, svensk sanger.

### Marts
- 8. marts - Devon Werkheiser, amerikansk skuespiller og musiker.
- 9. marts - Matthew Briggs, engelsk fodboldspiller

### April
- 3. april - Oliver Gammelgaard Nielsen, dansk musiker.
- 4. april – Jamie Lynn Spears, amerikansk sangerinde og lillesøster til Britney Spears.
- 10. april – Amanda Michalka, amerikansk sanger og skuespillerinde.
- 23. april - Nathan Baker, engelsk professionel fodboldspiller.
- 30. april – Travis Scott, amerikansk rapper og sanger.

### Maj
- 5. maj – Raúl Jiménez, mexicansk fodboldspiller.
- 19. maj – Jordan Pruitt, amerikansk sanger.
- 23. maj – Lena Meyer-Landrut, tysk sangerinde.
- 28. maj – Nicklas Svale Andersen, dansk filmskuespiller.

### Juni
- 19. juni – Janine Weber, østrigsk ishockeyspiller.
- 20. juni – Rasmus Lauge, dansk håndboldspiller

### Juli
- 5. juli – Jason Dolley, amerikansk sanger og skuespiller.
- 9. juli – Mitchel Musso, amerikansk sanger og skuespiller.
- 9. juli – Clara Mae, svensk sangerinde.
- 25. juli – Janus Dissing Rathke, dansk skuespiller.
- 31. juli – Filipa Azevedo, portugisisk sangerinde.

### August
- 8. august – Julie Grundtvig Wester, dansk skuespillerinde.
- 10. august – Dagný Brynjarsdóttir, islandsk fodboldspiller.
- 12. august – Mads Mensah Larsen, dansk håndboldspiller
- 14. august – Lucas Justra Bjerregaard, dansk golfspiller.
- 16. august – Evanna Lynch, irsk skuespiller.
- 17. august – Austin Butler, amerikansk skuespiller, sanger og model.
- 21. august – Amalie Szigethy, dansk kendis, kendt fra Paradise Hotel
- 26. august – Dylan O'Brien, amerikansk skuespiller.
- 28. august – Kyle Massey, amerikansk skuespiller.

### September
- 4. september – Anders Zachariassen, dansk håndboldspiller.
- 4. september – Carter Jenkins, amerikansk skuespiller.
- 5. september – Skandar Keynes, engelsk skuespiller.
- 9. september – Kelsey Asbille, amerikansk skuespillerinde.
- 11. september – Kygo, norsk DJ.
- 27. september – Simona Halep, rumænsk tennisspiller.

### Oktober
- 4. oktober – Nicolai Kielstrup, dansk sanger.
- 11. oktober – Michael Larsen, dansk bokser.
- 14. oktober – Owen Kline, amerikansk skuespiller
- 15. oktober – Gabriella Cilmi, australsk sanger/sangskriver.
- 17. oktober – Alex Vanopslagh, dansk politiker.
- 21. oktober – Katrine Toft Væsel, dansk mellemdistanceløber.
- 23. oktober – Emil Forsberg, svensk fodboldspiller.
- 23. oktober – Mako af Akishino, japansk prinsesse.

### November
- 7. november – Anne Gadegaard, dansk sangerinde.
- 17. november – Nicolás Millán, chilensk fodboldspiller.

### December
- 11. december – Anna Bergendahl, svensk sangerinde.
- 13. december – Christian Heldbo Wienberg, dansk barnestjerne.
- 22. december – Maja Jager, dansk bueskytte.
- 24. december – Louis Tomlinson, engelsk sanger og sangskriver.
- 26. december – Mai Villadsen, dansk politiker.
- 26. december – Mikkel Becker Hilgart, dansk skuespiller.

## Dødsfald
- 12. marts - William Heinesen, færøsk forfatter (1900)
- 24. maj - Wilhelm Kempf, tysk pianist (født 1895)
- 7. juli - Jørgen Gammelgaard, arkitekt (født 1938)
- 25. juli - Isaac Bashevis Singer, forfatter (født 1902)

## Sport
- 27. januar – Super Bowl XXV New York Giants (20) besejrer Buffalo Bills (19).
- 15. februar – Bokseren Gert Bo Jacobsen møder Manning Galloway i en VM-kamp om WBO-titlen i weltervægt, men bliver stoppet på grund af en skade efter 8. omgange
- 14. juni - I New York City sætter den amerikanske løber Leroy Burell ny verdensrekord i 100 meter løb med tiden 9,90 sekunder
- 16. juni - Vibeke Toft og Allan Tornsberg vinder EM i latinamerikanske danse
- 14. august - danske Jan Bo Petersen vinder VM-bronze i 4.000 meter individuelt forfølgelsesløb ved VM i banecykling i Stuttgart i Tyskland. Guldet går til tyske Jens Lehmann
- 16. august -  danske Jan Bo Petersen vinder VM-bronze i 50 km pointløb ved VM i cykling i Stuttgart, Tyskland. Bruno Risi (Schweiz) vinder guld. Det er Jan Bo Petersens anden bronzemedalje ved VM
- 25. august - VM i svømning slutter i Athen med det bedste danske resultat siden 1938 med fire guld- og to bronzemedaljer. Mette Jacobsen står for de tre guldmedaljer og den ene bronze, Lars Sørensen for den sidste guldmedalje og Berit Puggaard for den sidste bronzemedalje
- 25. august - ved VM i atletik i Tokyo sætter Carl Lewis (USA) ny verdensrekord i 100 meter løb med tiden 9,86 sekunder, en forbedring på 4/100 sekund
- 25. september -  i Landskrone i Skåne vinder det danske fodboldlandshold en EM-kvalifikationskamp mod Færøerne med 4-0. Målene blev scoret af Kim Christofte, Bent "turbo" Christensen, Frank Pingel og Kim Vilfort
- 8. oktober -  det danske OL-fodboldlandshold spiller i Wien 1-1 mod Østrig. Danmarks mål blev scoret af Miklos Molnar
- 31. oktober - Eva Fjellerup genvinder sit verdensmesterskab i moderne femkamp for kvinder i Australien. Kun én kvinde havde tidligere præsteret at genvinde titlen
- 13. november - i Odense vinder Danmarks fodboldlandshold en EM-kvalifikationskamp mod Nordirland med 2-1. Begge mål scores af Flemming Povlsen. Jugoslavien vinder imidlertid puljen, og Danmark har dermed ikke kvalificeret sig til EM i Sverige 1992
- Ryder Cup, golf – USA 14½-Europa 13½
- Odense Boldklub bliver danske pokalmestre i fodbold.
- Vejle Boldklub fejrer sit 100 års jubilæum.

## Musik
- Nirvana udgiver deres succesalbum Nevermind
- Pearl Jam udgiver albummet Ten, som får stor succes
- Anders Frandsen vinder Dansk Melodi Grand Prix 1991 med sangen Lige der hvor hjertet slår. I Rom, til Eurovision Song Contest 1991 opnår han en 19. plads ud af 22
- 4. maj – Sverige vinder årets udgave af Eurovision Song Contest, som blev afholdt i Rom, Italien, med sangen "Fångad av en stormvind" af Carola. Sejren kunne først kaldes efter en fintælling
- 13. august – Metallica udgiver albummet Metallica (The Black album)
- 24. september – Red Hot Chili Peppers udgiver albummet Blood Sugar Sex Magik
- 10. oktober – D-A-D udgiver albummet Riskin' It All
- 19. november – U2 udgiver albummet Achtung Baby
- Tupac Shakur udgiver albummet 2Pacalypse Now
- Michael Jackson udgiver albummet Dangerous

## Nobelprisen
- Fysik – Pierre-Gilles de Gennes
- Kemi – Richard R. Ernst
- Medicin – Erwin Neher, Bert Sakmann
- Litteratur – Nadine Gordimer
- Fred – Aung San Suu Kyi
- Økonomi – Ronald Coase

## Bøger
- The Ants – Edward Osborne Wilson og Bert Holldöbler.